# 玩具堂
玩具堂（がんぐどう）は、日本の小説家・ライトノベル作家。別名義に久青 玩具堂（ひさお がんぐどう）。

## 来歴
- 2010年、「なるたま～あるいは学園パズル」にて、第15回スニーカー大賞の「大賞」を受賞[2]する。
- 2010年10月、「なるたま～あるいは学園パズル」から改題された『子ひつじは迷わない』が角川スニーカー文庫から発売され、作家デビュー。
- 2013年、「このライトノベルがすごい! 2013年」で33位にランクインするなど、一定の評価を得る。

## 作品

### 単行本

#### 子ひつじは迷わない
角川スニーカー文庫、イラスト：籠目
- 子ひつじは迷わない 走るひつじが1ぴき（2010年10月30日）
- 子ひつじは迷わない 回るひつじが2ひき（2011年1月29日）
- 子ひつじは迷わない 泳ぐひつじが3びき（201年5月31日）
- 子ひつじは迷わない うつるひつじが4ひき（2011年10月29日）
- 子ひつじは迷わない 騒ぐひつじが5ひき（2012年4月28日）
- 子ひつじは迷わない 贈るひつじが6ぴき（2012年8月31日）

#### CtG ─ゼロから育てる電脳少女─
角川スニーカー文庫、イラスト：bun150
- CtG ─ゼロから育てる電脳少女─（2014年10月1日）
- CtG ─ゼロから育てる電脳少女─2（2015年2月1日）
- CtG ─ゼロから育てる電脳少女─3（2015年7月1日）

#### 漂流王国
角川スニーカー文庫、イラスト：U35
- 漂流王国 難民勇者と目指すトップアイドル（2016年1月1日）
- 漂流王国2 国民的アイドルVS.勇者アイドル（2016年4月1日）

#### 探偵くんと鋭い山田さん
MF文庫J、イラスト：悠理なゆた
- 探偵くんと鋭い山田さん 俺を挟んで両隣の双子姉妹が勝手に推理してくる（2020年5月25日）
- 探偵くんと鋭い山田さん2 俺を挟んで両隣の双子姉妹が勝手に推理してくる（2020年10月24日）

#### その他の小説
- 好きって言えない彼女じゃダメですか？ 帆影さんはライトノベルを合理的に読みすぎる（2018年6月1日 角川スニーカー文庫） - イラスト：イセ川ヤスタカ
- まるで名探偵のような 雑居ビルの事件ノート（2023年6月30日 ミステリ・フロンティア） - 久青玩具堂名義
  - 収録作品：名刺は語らない ――Calling Card / 日記の読み方 ――Unwritten / 不死の一分 ――Immortal / パック寿司とハムレット ――Amphibian / 名探偵の死角 ――Scotoma

### 漫画原作
- 子ひつじは迷わない（角川コミックス・エース、漫画：貴島煉瓦）
  - 子ひつじは迷わない ひつじが1ぴき（2011年5月21日）
  - 子ひつじは迷わない ひつじが2ひき（2011年10月21日）